# Action boréale
L'Action boréale est un organisme à but non lucratif de l'Abitibi-Témiscamingue fondé en 2000, à la suite de la diffusion du documentaire choc L'Erreur boréale, de Richard Desjardins, pour alimenter le débat sur la gestion des forêts au Québec. L'organisme promeut la protection de la forêt boréale en revendiquant la création d'aires protégées, de nouvelles pratiques en matière de gouvernance et d'exploitation de la forêt, ainsi qu'en militant pour la réduction des impacts de l'exploitation minière sur les écosystèmes. 

## Historique
L'Action boréale a été fondé en 2000 par le militant écologiste Henri Jacob, l'auteur-compositeur-interprète Richard Desjardins, l'autrice Louise Desjardins et Marie-Claire Lacasse. Son nom et sa création est inspiré du documentaire L'Erreur boréale, diffusé en 1999.   
En 2010, pour ses 10 ans, l'Action boréale organise un spectacle-bénéfice pour faire parler de sa cause au Théâtre du cuivre de Rouyn-Noranda. Richard Desjardins et Mes Aïeux en sont les têtes d'affiche avec des artistes régionaux comme Philippe B, Sonia Cotten et Marie-Hélène Massy-Émond.  
En 2021, l'organisme publie un livret-manifeste pour souligner ses 20 ans d'existence.

## Revendications

### Aires protégées

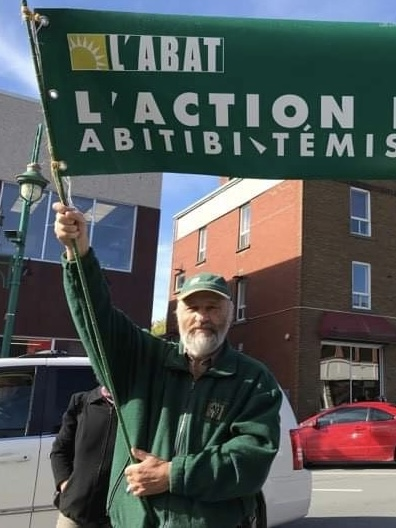
Henri Jacob, président et fondateur de l'Action boréale

En 2002, l'Action boréale a fait éviter une coupe forestière dans la forêt Kanasuta. Cette forêt est située au bout de la route 117, à une vingtaine de kilomètres à l'ouest de Rouyn-Noranda,  près de la frontière entre l'Ontario et le Québec, où trouve de nombreux artéfacts de campements autochtones, ainsi qu'une des plus vieilles cédrières du Québec. L'organisme avait réclamé un moratoire sur les coupes de bois autour de Rouyn-Noranda et avait réuni plus 4000 signatures dénonçant la décision de l'entreprise Norbord, de La Sarre, d'entreprendre des travaux dans ce secteur.         
En 2004, l'Action boréale se fait entendre lors de la consultation publique sur les projets de biodiversité des lacs Vaudray et Joanès de Rouyn-Noranda et du lac Sabourin de Val-d'Or devant le Bureau d'audiences publiques sur l'environnement (BAPE). Elle réclame que ces zones soient protégées par l'État.                    
Dans les années 2000, l'Action boréale a pris position à plusieurs reprises sur la place publique pour exiger du gouvernement du Québec le respect de ses engagements en matière d'aires protégées et réclamer la diminution des superficies de forêts accordées aux compagnies forestières.         
L'Action boréale se positionne aussi en faveur de la biodiversité. En 2007, l'organisme s'est  opposée à Greenpeace, qui réclamait alors un moratoire sur toute la forêt boréale intacte. L'Action boréale évoquait qu'une proportion de forêts nordiques et matures devraient elles aussi être proportionnellement protégées.   

### Exploitation minière

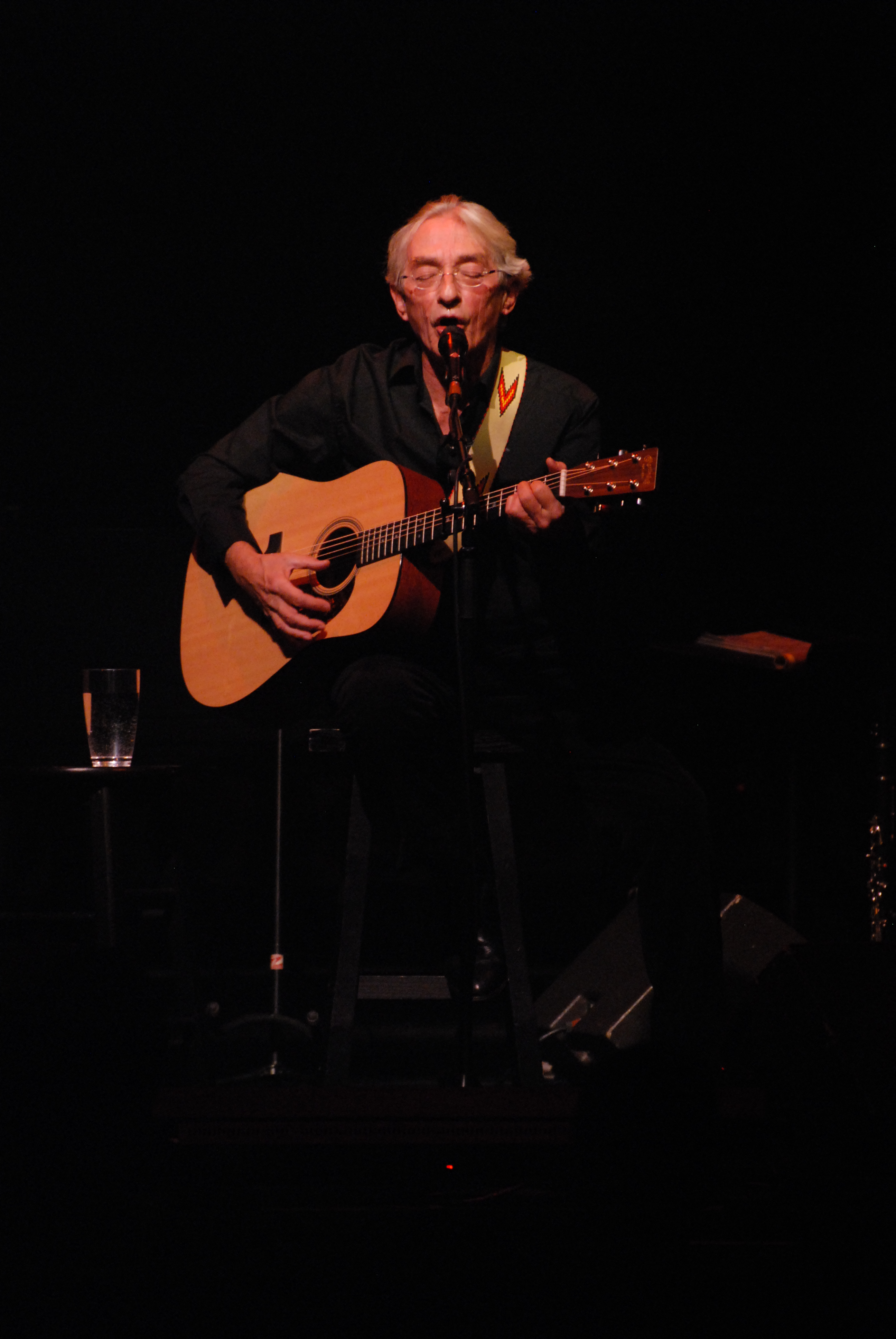
Richard Desjardins est cofondateur de l'Action boréale

En 2009, en tant que membre de la coalition Pour que le Québec ait meilleure mine, l'Action boréale s'est objectée, devant le Bureau d'audiences publiques sur l'environnement (BAPE) au projet Osisko, une mine d'or à ciel ouvert de Malartic.

En 2013, Richard Desjardins a représenté l'Action boréale en commission parlementaire afin de réclamer, à la ministre des Ressources naturelles de l'époque, Martine Ouellet, une modification du projet de loi sur les mines pour que l’État puisse révoquer des titres miniers quand une exploitation minière n’est pas possible ou quand les secteurs s'avèrent sensibles .

### Protection du caribou forestier
L’Action boréale est mise en demeure par le gouvernement du Québec en 2019 dans ce dossier. L'organisme a dénoncé publiquement que le haut fonctionnaire Francis Forcier ait refusé d’appliquer les recommandations émises pour la sauvegarde des hardes isolées de caribous forestiers. L’Action boréale s’est conformée à cette mise en demeure demandant le retrait de cette allégation sur sa page Facebook.

### Gouvernance
L'Action boréale s'est aussi faite entendre sur la gouvernance du ministère des Forêts de la Faune et des Parcs. Selon l'organisation, ce ministère devrait être scindé pour protéger davantage les forêts du Québec. 